# Syntrichia pygmaea
Syntrichia pygmaea là một loài Rêu trong họ Pottiaceae. Loài này được (Dusén) R.H. Zander miêu tả khoa học đầu tiên năm 1993.